# Brödportion

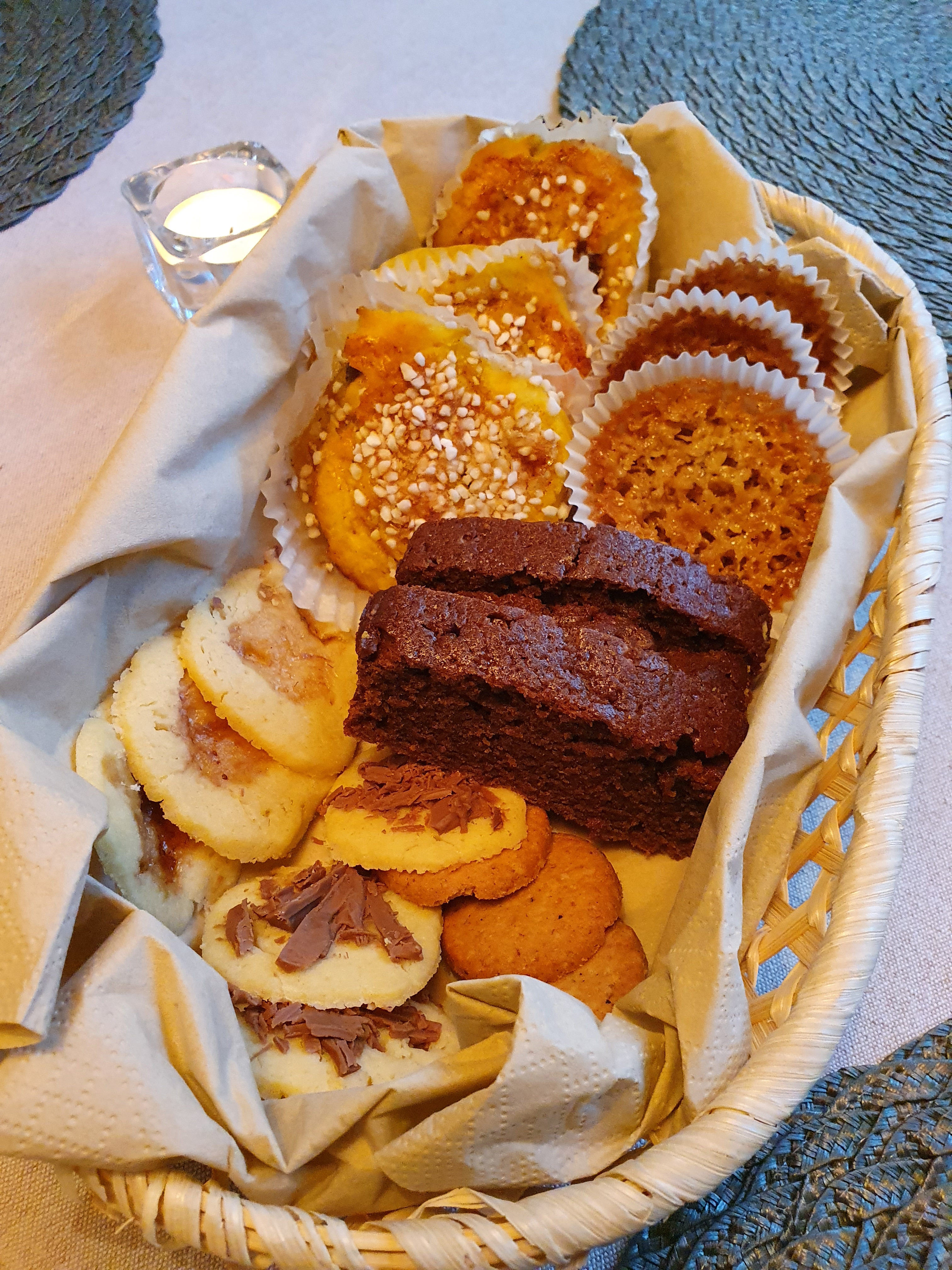
Brödportion i korg för tre personer, bestående av saffransbulle, havreform, mjuk chokladkaka, syltkaka, mördegskaka med chokladspån och kardemummaskorpa.

Brödportion är en serveringsform av kaffebröd som ibland serveras till kaffe på kaféer och kaffestugor, i synnerhet i och omkring Bergslagen. Traditionellt serveras brödportion till hela sällskapet vid bordet, i en liten gemensam korg eller på ett gemensamt kakfat.

## Kännetecken
I likhet med ett kafferep där det av hävd serveras sju sorters kakor består brödportionen av en exposé av olika sorters söta bakverk som äts till kaffe. Det är därmed en form av kaffe med dopp. Det karakteristiska för brödportionen är att antalet sorter är något färre, dock minst tre, och att det av varje sort serveras exakt en kaka per person, som till skillnad från vid kafferep äts i valfri ordning. Brödportionen består för varje fikagäst oftast av en kanelbulle eller annat vetebröd, en skiva sockerkaka eller annan mjuk kaka, en liten form samt någon eller några småkakor, ofta av mördeg. Det exakta innehållet kan dock skifta från kafé till kafé.

## Relation till andra former av fika
När man på kaffestuga beställer brödportion är det exakta innehållet ofta inte närmare preciserat, och kan skilja sig från dag till dag beroende på vad som bakats. Som fika utmärker sig brödportionen därvid från det på moderna konditorier typiska protokollet, där man i regel väljer enstaka bitar från ett synligt utbud i en monter. Den skiljer sig även från kakbuffén, där man tar fritt från ett på separat serveringsbord eller kaffebord uppdukat utbud.

## Historia
Brödportionen är belagd sedan åtminstone 1940-talet och alltså mer sentida än den svenska kafferepstraditionen. Som fikatradition har den framför allt överlevt utanför storstäderna.